# Elbit Hermes 900
«Гермес 900» (англ. Hermes 900) — всепогодный тактический беспилотный летательный аппарат, разработанный израильской компанией Elbit Systems. Первый полёт совершил в декабре 2009 года. Серийное производство ведётся в Израиле с 2011 года.
БПЛА оснащается системой спутниковой связи, оптико-электронными системами наблюдения, БРЛС с синтезированием апертуры, РЛС индикации движущихся целей, инфракрасными датчиками, лазерным целеуказателем-дальномером, средствами радиоэлектронной борьбы, а также системой обмена данными, позволяющей передавать в центр управления изображение в режиме реального времени.
«Гермес 900» имеет модульную конструкцию, что позволяет оперативно менять основные компоненты и сенсоры БПЛА. Управление осуществляется оператором через спутник с наземного пункта управления.

## Описание
«Гермес 900» имеет высокую дальность полёта и предназначен для ведения наблюдения, патрулирования с воздуха, разведки. Как опция предусмотрена возможность оснащения аппарата ударными комплексами и надувным плотом.
Цифровая система управления с двухсторонней системой передачи данных осуществляется с помощью универсальной наземной станции, единой для всех БПЛА семейства «Гермес». Таким образом, благодаря унификации, один оператор может управлять полётом всеми моделями БПЛА «Гермес». Аппарат одинаково успешно способен патрулировать сухопутные границы и морские акватории и проводить спасательные операции на море.
Способен совершать полёты на высоте до десяти тысяч метров и нести полезную нагрузку массой до 450 килограммов.

## Модификации
- «Гермес 900» — базовая модификация
- «Гермес 900 „Кохав“ (Звезда)» — модификация БПЛА с новыми бортовыми системами.[4]

## На вооружении
- Израиль — в мае 2010 года ВВС Израиля приобрели на сумму $50 млн. ряд новых БПЛА, включая три «Гермес-900», для оценочных испытаний. В сентябре 2011 года министерство обороны Израиля завершило испытания и было принято решение приобрести следующую партию «Гермес 900» в 2012 году[5]. В связи с операцией «Нерушимая скала» сроки были сокращены и беспилотник совершил свой первый оперативный полёт в июле 2014.[6]
- Азербайджан — около двух «Гермес 900», по состоянию на 2016 год [7].
- Колумбия — 1 «Гермес 900» по состоянию на ноябрь 2014 года[8]. В августе 2012 года был заключен контракт на поставку «Гермес 900»[9][10], в августе 2013 года командующий ВВС Колумбии сообщил, что заказан один БПЛА этого типа[11].
- Мексика — в январе 2012 года был заключен контракт на поставку двух «Гермес 900», оборудование спутниковой связи и электронно-оптические системы DCoMPASS для мексиканской полиции на общую сумму $58 млн. БПЛА и сопутствующее оборудование должны быть поставлены до конца 2012 года[10].
- Чили — в июне 2011 года был заключен контракт на поставку «Гермес 900» в ВВС Чили. Детали соглашения, включая стоимость, сроки поставки и количество БПЛА не оглашаются[12].
- Бразилия — в марте 2014 года был заключен контракт на поставку «Гермес 900»[13]. БПЛА будут использоваться для обеспечения безопасности на Чемпионате мира по футболу, который пройдет в Бразилии в июне 2014 года.
- Швейцария — в ноябре 2015 года был заключен контракт на поставку «Гермес 900 HFE» на общую сумму $200 млн.[14]

## Боевое применение
14 июля 2020 года, во время армяно-азербайджанских вооруженных столкновений, использовался ВС Азербайджана для обстрела с самого беспилотника и наводки артиллерийского огня по территории Армении. По утверждению ВС Армении, один беспилотник был сбит при помощи зенитного ракетного комплекса ЗРК «Оса-АК». Минобороны Азербайджана опровергло информацию армянской стороны.
В апреле-июне 2024 года 3 беспилотника Hermes 900 ВВС Израиля были сбиты зенитными ракетами «Хезболлы» на юге Ливана.
В июне 2025 года Иранское государственное телевидение в среду опубликовало кадры израильского дрона Hermes 900, сбитого в провинции Исфахан в ходе ирано-израильской войны. Израильская армия подтвердила, что «израильский дрон был сбит в Иране».